# 神田陽子
神田 陽子（かんだ ようこ、1958年5月19日 - ）は、日本講談協会、落語芸術協会に所属する女性講談師。二代目神田山陽門下の真打。本名、河村 恵子。女性講談師の草分けとして知られる。

## 来歴
東京都出身。小学校の時は東映児童劇団に入っていた。成徳学園高等学校卒業後、文学座演劇研究所に所属。伯父から二代目神田山陽のテープをもらい、講談の世界に入ることを志す。
1979年3月、二代目神田山陽に入門。1982年4月、二ツ目昇進。1988年10月、真打昇進。46歳の時、17歳年下の僧侶と恋愛結婚したが、7年後に離婚している。
2017年3月、早稲田大学人間科学部人間科学情報科卒業。卒業までには5年かかった。卒論のテーマは「講談熟達者と初学者の音声の比較」。

## 弟子

### 真打
- 神田京子 - 二代目神田山陽門下から移籍

### 二ツ目
- 神田桜子
- 神田陽乃丸

### 廃業
- 神田子太郎
- 神田莉々子